# Leonhard-Frank-Straße (Leipzig)
Die Leonhard-Frank-Straße ist eine Anliegerstraße im Leipziger Ortsteil Sellerhausen-Stünz im Stadtbezirk Leipzig-Ost. Sie ist nach dem Schriftsteller Leonhard Frank (1882–1961) benannt.

## Lage und Verlauf
Das Gebiet der Leonhard-Frank-Straße liegt auf der Gemarkung des Leipziger Stadtteils Sellerhausen. Mit der kommunalen Gliederung von Leipzig von 1992 entstand aus der Kombination mit Stünz der Ortsteil Sellerhausen-Stünz, zu dem die Straße gehört.

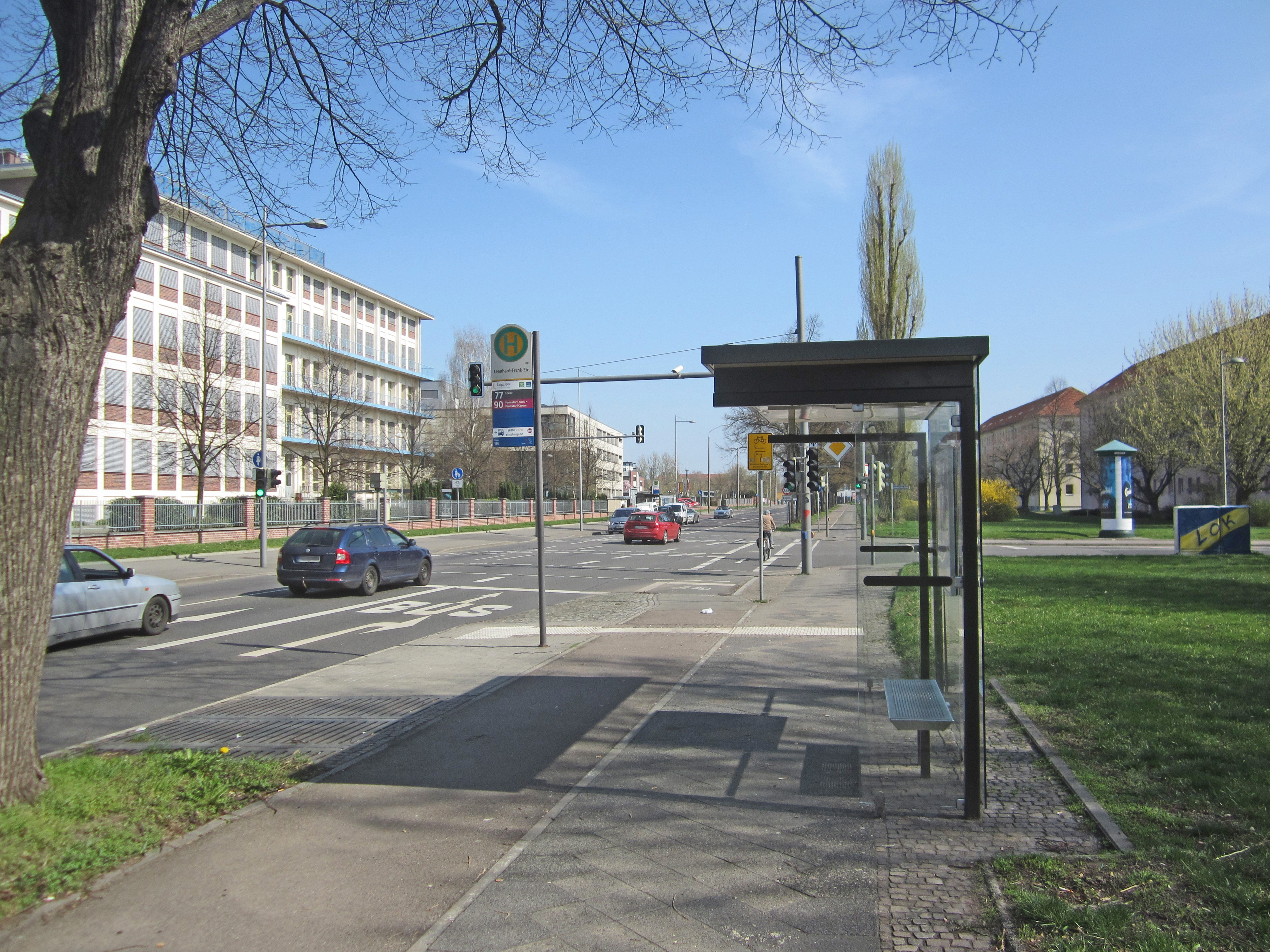
Straßenbeginn (re.) (2017) mit gleichnamiger Haltestelle

Die Leonhard-Frank-Straße beginnt gegenüber dem Wissenschaftspark Leipzig an der Permoserstraße und verläuft zunächst etwa 550 Meter leicht geschwungen nach Süden, bevor sie nach Westen abbiegt und in die Püchauer Straße übergeht. Von ihr zweigen mehrere Seitenstraßen ab, darunter auch zwei Stichstraßen, die ebenfalls Leonhard-Frank-Straße heißen.
Durch die Leonhard-Frank-Straße verkehrt montags bis freitags stündlich die Buslinie 77 und besitzt hier drei Haltestellen. In der Permoserstraße liegt die Haltestelle Leonhard-Frank-Straße der Buslinie 90.

## Geschichte
Bis in die 1950er Jahre wurde der Bereich südlich der Permoserstraße überwiegend landwirtschaftlich genutzt. Ab 1960 begann der Wohnungsbau um  eine zentral verlaufende Straße in nordsüdlicher Richtung. 1962 wurde diese Straße als Leonhard-Frank-Straße benannt, ziemlich genau ein Jahr nach seinem Tod. Anlass war die Weigerung des Würzburger Stadtrates, eine Straße in Franks Geburtsstadt nach ihm zu benennen.
Für die Bebauung wurde vor Ort ein Werk für Betonfertigteile erstellt, mit denen vierstöckige verputzte Wohnblöcke mit ziegelgedecktem Walmdach errichtet wurden. Auch nach Fertigstellung des Sellerhäuser Neubaugebietes produzierte das Werk bis in die 1970er Jahre für weitere Leipziger Neubaugebiete. Nach seinem Abbruch verblieb mehrere Jahre eine Freifläche, die um 1985 auf dem Bereich um die Max-Borsdorf-Straße ebenfalls mit Wohnhäusern, nunmehr aber nach dem Typ WBS 70, bebaut wurde.